# Cultroribula laticuspis
Cultroribula laticuspis är en kvalsterart som beskrevs av Balogh 1970. Cultroribula laticuspis ingår i släktet Cultroribula och familjen Astegistidae. Inga underarter finns listade i Catalogue of Life.